# Dasiops subandina
Dasiops subandina är en tvåvingeart som först beskrevs av Blanchard 1948.  Dasiops subandina ingår i släktet Dasiops och familjen stjärtflugor. Inga underarter finns listade i Catalogue of Life.